# Décret-loi 3199
Le décret-loi no 3 199 est un décret-loi promulgué le 14 avril 1941 par Getúlio Vargas établissant les bases de l'organisation du sport dans tout le Brésil. C'est avec ce décret qu'est créé, par exemple, le Conseil national des sports. Ce décret interdit surtout certains sports aux femmes, entravant par exemple la pratique du football féminin au Brésil. 
Ce décret-loi est en vigueur jusqu'en 1979.

## Interdiction de certains sports aux femmes
L'article 54 du décret-loi 3 199 indique que la « nature féminine » est incompatible avec certains sports, dont la pratique est par conséquent interdite aux femmes . Cet article, qui fait partie du chapitre 5 « Dispositions générales et transitoires », prévoit : « Les femmes ne seront pas autorisées à pratiquer des sports incompatibles avec leurs conditions propres et le Conseil national du sport (CND) doit à cette fin faire passer les instructions nécessaires aux entités sportives du pays. »,
Le 2 août 1965, pendant la dictature militaire, la délibération numéro 7, signée par le général Eloy de Menezes, président du Conseil national du sport (CND), délimite le périmètre autorisé pour le sport féminin brésilien : « Il est interdit [à la femme] la pratique des combats de toute nature, football, football en salle, beach soccer, water-polo, polo, rugby, haltérophilie et baseball. »
L'interdiction du sport féminin au Brésil a de graves conséquences sociales et sportives, même après l'annulation du décret, l'interdiction étant intégrée dans les mentalités. Le sport est désormais vu comme masculin, ce qui retarde la constitution d'équipes féminines de football.